# مونرو (ویرجینیا)
مونرو (به انگلیسی: Monroe) یک منطقهٔ مسکونی در ایالات متحده آمریکا است که در شهرستان آمرست، ویرجینیا واقع شده‌است. مونرو ۲۱۸٫۸۵ متر بالاتر از سطح دریا واقع شده‌است.